# 도널드 거스리
도널드 거스리(Dornald Guthrie, 1915년-1992년)는 영국의 신약성서학자이다. 20세기 복음주의 신학계의 저명한 신약성서학자로 불린다. 런던대학교(University of London)에서 신학 석사와 철학박사학위를 취득했으며, 영국 복음주의 신학교인 런던 바이블 칼리지(London Bible College,현재 런던신학교)에서 신약성서학 교수(1949년-1978년)와 부학장(vice-principal)로 근무했다. 저서로는《New Testament Introdution》(IVP), 《New Testament Theology》(IVP),《메시아 예수》(아가페)등이 있다.